# Pasadena Park
Pasadena Park ist eine Gemeinde mit dem Status „Village“ im St. Louis County im US-Bundesstaat Missouri. Das U.S. Census Bureau hat bei der Volkszählung 2020 eine Einwohnerzahl von 435 ermittelt.

## Geographie
Die Koordinaten von Pasadena Park liegen bei 38°42'41" nördlicher Breite und 90°17'54" westlicher Länge.
Nach Angaben der United States Census 2010 erstreckt sich das Stadtgebiet von Pasadena Park über eine Fläche von 0,26 Quadratkilometer (0,10 sq mi). Das komplette Stadtgebiet befindet sich an Land.
Pasadena Park grenzt im Osten an Normandy und im Westen an Pasadena Hills.

## Bevölkerung
Nach der United States Census 2010 lebten in Pasadena Park 470 Menschen verteilt auf 221 Haushalte und 127 Familien. Die Bevölkerungsdichte betrug 1807,7 Einwohner pro Quadratkilometer (4700/sq mi).
Die Bevölkerung setzte sich 2010 aus 35,1 % Weißen, 60,6 % Afroamerikanern, 1,3 % Asiaten, 1,1 % aus anderen ethnischen Gruppen und 1,9 % mit zwei oder mehr Ethnien zusammen. Bei 0,9 % der Bevölkerung handelte es sich um Hispanics oder Latinos. Von den 221 Haushalten lebten in 24,4 % Familien mit Kindern unter 18, in 31,7 % der Haushalten lebten verheiratete Paare ohne Kinder und in 10,4 % der Haushalten lebten Personen über 65 alleine.
Von den 470 Einwohnern waren 17,2 % unter 18 Jahre, 6,8 % zwischen 18 und 24 Jahren, 25,1 % zwischen 25 und 44 Jahren, 34,3 % zwischen 45 und 64 Jahren und in 16,6 % der Menschen waren 65 Jahre oder älter. Das Durchschnittsalter betrug 45,5 Jahre und 43,2 % der Einwohner waren männlich.
Das Median des jährlichen Einkommen eines Haushalts lag im Jahr 2000 bei 44.712 USD. Das Pro-Kopf-Einkommen betrug 28.274 USD. 7,2 % der Familien und 10,3 % der Einwohner lebten unterhalb der Armutsgrenze.

## Belege
1. ↑  Explore Census Data Total Population in Pasadena Park village, Missouri. Abgerufen am 2. Februar 2023.
2. ↑   United States Census
3. ↑   American Fact Finder